# Bulunski
Bulunski (iacut: Булуҥ улууһа; rus: Булу́нский улу́с, Bulunski ulús) és un districte administratiu, un dels trenta-quatre anys de la República de Sakhà, a Rússia. Es troba al nord de la República i fa frontera amb el districte d'Ust-Ianski a l'est, amb el districte de Verkhoianski al sud-est, amb els districtes d'Eveno-Bitantaiski i Jiganski al sud, amb el districte d'Oleniokski a l'oest, i amb el districte d'Anabarski al nord-oest. La superfície de Bulunski és 223.600 quilòmetres quadrats. El seu centre administratiu és la localitat urbana de Tiksi. El 2010 tenia 9054 habitants, xifra que ha anat disminuint les últimes dècades. La població de Tiksi representa el 55,9% de la població total del districte.

## Geografia
El districte és banyat al nord pel Mar de Laptev. El riu principal del districte és el Lena. Altres rius principals són l'Oleniok, l'Omoloi, i el Khara-Ulakh. Hi ha molts llacs al delta del riu Lena. Al delta del riu Lena hi ha la reserva natural del Lena, l'única del districte.
La temperatura mitjana del gener és de −32 °C a la costa i de −40 °C a l'interior. La mitjana del juliol és de 4 °C al nord a 14 °C al sud. La precipitació mitjana és de 150 a 200 mil·límetres al nord i de 250 a 300 mil·límetres al sud.

## Demografia
Un cens realitzat el 2002 afirma la composició ètnica següent: 
- Russos: 35,81%
- Evenkis: 23,99%
- Iakuts: 23,23%
- Ucraïnesos: 6,78%
- Evens: 6,21%
- Altres: 3,98%